# Жорж Луї Марі Дюмон де Курсе
Жорж Луї Марі Дюмон де Курсе (фр. Georges Louis Marie Dumont de Courset; 1746–1824) — французький агроном.

## Біографія
Жорж Луї Марі Дюмон де Курсе народився 16 листопада 1746 року в маєтку Курсе у Булонь-сюр-Мер. Навчався у Парижі, з 1764 року служив другим лейтенантом у французькій армії.
Згодом Жорж Луї покинув військову кар'єру, у 1775 році одружився та став займатися ботанікою. У своєму маєтку Дюмон де Курсе створив великий сад, що став відомим видовою різноманітністю рослин.  Сад був яскравим прикладом вирощування без природного джерела води.
За підтримки таких вчених, як Андре Туен Дюмон де Курсе став членом-кореспондентом Французької академії агрономії.
У 1802–1805 вийшла п'ятитомна книга з ботаніки Дюмона де Курсе Le botaniste cultivateur. У 1811 році вона була повністю перероблена і перевидана, у ній Жорж Луї описав близько 8700 видів рослин.
Жорж Луї Дюмон де Курсе помер 3 листопада 1824 року.

## Публікації
- Dumont de Courset, G.L.M. (1802–1805). Le botaniste cultivateur. 5 vols.

## Роди рослин, названі на честь Ж. Л.М.Дюмона де Курсе
- Coursetia DC., 1825